# Anabarhynchus plumbeoides
Anabarhynchus plumbeoides är en tvåvingeart som beskrevs av Lyneborg 2001. Anabarhynchus plumbeoides ingår i släktet Anabarhynchus och familjen stilettflugor. Inga underarter finns listade i Catalogue of Life.